# Національна ліга U-19 України з футболу
Національна ліга U-19 з футболу (до 2025 року — чемпіонат юнацьких команд УПЛ, також чемпіонат України U-19) — футбольні змагання в Україні серед футболістів віком до 19 років клубів Прем'єр-ліги. Турнір знаходиться під управлінням Прем'єр-ліги.

## Історія
Турнір засновано у 2012 році під егідою Прем'єр-ліги, який став обов'язковим для всіх клубів Прем'єр-ліги. Він дозволив отримати ігрову практику футболістам, які випустилися з футбольної школи команди, але ще не мають достатньої практики для виступів у молодіжному чемпіонаті.
Основними завданнями цього турніру є:
- забезпечення додаткової змагальної практики молодим футболістам клубу після завершення загальноосвітньої школи та дитячо-юнацького спортивного закладу (ДЮСЗ)
- підготовка найбільш талановитих футболістів до виступів за молодіжну та основну команди клубу
- створення умов для якісної підготовки та успішного виступу національних збірних команд України у міжнародних змаганнях

Перед стартом сезону 2025—2026 було змінено назву турніру на Національна ліга, а також вперше передбачено виліт команд з турніру безпосередньо за його результатами, а не внаслідок вильоту основної команди з чемпіонату УПЛ.

## Регламент
У сезоні 2025/26 формат проведення чемпіонату є аналогічним із змаганнями основних команд клубів Прем'єр-ліги. Остання команда залишає Національну лігу, а її заміняє команда, що зайняла перше місце у Регіональній лізі U-19.
Заявка команд є спільною з основною командою, проте у даному чемпіонаті можуть виступати гравці, що народилися не раніше 1 січня року, що є дев'ятнадцятим на момент початку турніру (наприклад, на сезон 2024/25 це був 2005 рік).

## Призери
| Сезон   | Переможець                                                                                             | 2 місце                                                                                                | 3 місце                                                                                                |
| 2012/13 | «Динамо» U-19 (Київ)                                                                                   | «Іллічівець» U-19 (Маріуполь)                                                                          | «Шахтар» U-19 (Донецьк)                                                                                |
| 2013/14 | «Металіст» U-19 (Харків)                                                                               | «Шахтар» U-19 (Донецьк)                                                                                | «Карпати» U-19 (Львів)                                                                                 |
| 2014/15 | «Шахтар» U-19 (Донецьк)                                                                                | «Динамо» U-19 (Київ)                                                                                   | «Карпати» U-19 (Львів)                                                                                 |
| 2015/16 | «Динамо» U-19 (Київ)                                                                                   | «Олімпік» U-19 (Донецьк)                                                                               | «Шахтар» U-19 (Донецьк)                                                                                |
| 2016/17 | «Динамо» U-19 (Київ)                                                                                   | ФК «Олександрія» U-19                                                                                  | «Шахтар» U-19 (Донецьк)                                                                                |
| 2017/18 | «Динамо» U-19 (Київ)                                                                                   | «Шахтар» U-19 (Донецьк)                                                                                | «Карпати» U-19 (Львів)                                                                                 |
| 2018/19 | «Динамо» U-19 (Київ)                                                                                   | «Шахтар» U-19 (Донецьк)                                                                                | «Карпати» U-19 (Львів)                                                                                 |
| 2019/20 | Через пандемією COVID-19 сезон завершено достроково без визначення призерів                            | Через пандемією COVID-19 сезон завершено достроково без визначення призерів                            | Через пандемією COVID-19 сезон завершено достроково без визначення призерів                            |
| 2020/21 | «Шахтар» U-19 (Донецьк)                                                                                | «Динамо» U-19 (Київ)                                                                                   | «Зоря» U-19 (Луганськ)                                                                                 |
| 2021/22 | Через повномасштабне російське вторгнення в Україну сезон завершено достроково без визначення призерів | Через повномасштабне російське вторгнення в Україну сезон завершено достроково без визначення призерів | Через повномасштабне російське вторгнення в Україну сезон завершено достроково без визначення призерів |
| 2022/23 | «Рух» U-19 (Львів)                                                                                     | «Динамо» U-19 (Київ)                                                                                   | «Шахтар» U-19 (Донецьк)                                                                                |
| 2023/24 | «Динамо» U-19 (Київ)                                                                                   | «Шахтар» U-19 (Донецьк)                                                                                | «Дніпро-1» U-19 (Дніпро)                                                                               |
| 2024/25 | «Динамо» U-19 (Київ)                                                                                   | «Шахтар» U-19 (Донецьк)                                                                                | «Карпати» U-19 (Львів, 2020)                                                                           |

## Найуспішніші клуби
| Клуб                          | Переможець | 2 місце | 3 місце | Переможні роки                           |
| ----------------------------- | ---------- | ------- | ------- | ---------------------------------------- |
| «Динамо» U-19 (Київ)          | 7          | 3       | 0       | 2013, 2016, 2017, 2018, 2019, 2024, 2025 |
| «Шахтар» U-19 (Донецьк)       | 2          | 5       | 4       | 2015, 2021                               |
| «Рух» U-19 (Львів)            | 1          | 0       | 0       | 2023                                     |
| «Металіст» U-19 (Харків)      | 1          | 0       | 0       | 2014                                     |
| «Іллічівець» U-19 (Маріуполь) | 0          | 1       | 0       |                                          |
| ФК «Олександрія» U-19         | 0          | 1       | 0       |                                          |
| «Олімпік» U-19 (Донецьк)      | 0          | 1       | 0       |                                          |
| «Карпати» U-19 (Львів)        | 0          | 0       | 4       |                                          |
| «Зоря» U-19 (Луганськ)        | 0          | 0       | 1       |                                          |
| «Дніпро-1» U-19 (Дніпро)      | 0          | 0       | 1       |                                          |
| «Карпати» U-19 (Львів, 2020)  | 0          | 0       | 1       |                                          |

## Найкращі бомбардири
Станом на 13 липня 2025 року
| Місце | Гравець             | Голи | Команда                                               | Сезони виступів |
| ----- | ------------------- | ---- | ----------------------------------------------------- | --------------- |
| 1     | Дмитрій Кремчанін   | 45   | «Динамо» U-19 (Київ)                                  | 2023−2025       |
| 2     | Матвій Пономаренко  | 42   | «Зоря» U-19 (Луганськ) (6), «Динамо» U-19 (Київ) (36) | 2023−2025       |
| 3     | Владислав Ванат     | 36   | «Динамо» U-19 (Київ)                                  | 2019−2021       |
| 4     | Євгеній Ісаєнко     | 34   | «Динамо» U-19 (Київ)                                  | 2018−2019       |
| 5     | Артур Міранян       | 33   | «Шахтар» U-19 (Донецьк)                               | 2013−2014       |
| 6     | Артем Дудік         | 32   | «Волинь» U-19 (Луцьк)                                 | 2014−2016       |
| 7     | Михайло Плохотнюк   | 31   | «Чорноморець» U-19 (Одеса)                            | 2016−2018       |
| 8−10  | Владислав Погорілий | 27   | «Шахтар» U-19 (Донецьк)                               | 2020−2023       |
| 8−10  | Руслан Непейпієв    | 27   | «Рух» U-19 (Львів)                                    | 2021−2023       |
| 8−10  | Віктор Цуканов      | 27   | «Шахтар» U-19 (Донецьк)                               | 2023−2025       |

## Гвардійці
Станом на 23 червня 2025 року
| Місце | Гравець           | Матчі | Команда                                                | Сезони виступів |
| ----- | ----------------- | ----- | ------------------------------------------------------ | --------------- |
| 1     | Станіслав Прус    | 86    | «Ворскла» U-19 (Полтава)                               | 2021−2024       |
| 2     | Іван Пахолюк      | 85    | «Колос» U-19 (Ковалівка)                               | 2021−2024       |
| 3     | Дмитрій Кремчанін | 83    | «Динамо» U-19 (Київ)                                   | 2023−2025       |
| 4     | Максим Марков     | 82    | «Чорноморець» U-19 (Одеса)                             | 2023−2025       |
| 5     | Олег Криворучко   | 84    | «Колос» U-19 (Ковалівка)                               | 2021−2024       |
| 6     | Артем Бенедюк     | 83    | «Динамо» U-19 (Київ) (57), «Зоря» U-19 (Луганськ) (26) | 2021−2024       |
| 7-8   | Іван Лосенко      | 80    | «Шахтар» U-19 (Донецьк)                                | 2021−2024       |
| 7-8   | Святослав Матяш   | 80    | «Кривбас» U-19 (Кривий Ріг)                            | 2023−2025       |
| 9     | Віталій Холод     | 79    | «Рух» U-19 (Львів)                                     | 2021−2024       |
| 10    | Дмитро Граждан    | 76    | «Чорноморець» U-19 (Одеса)                             | 2022−2024       |